# St. Verena (Kehlen)

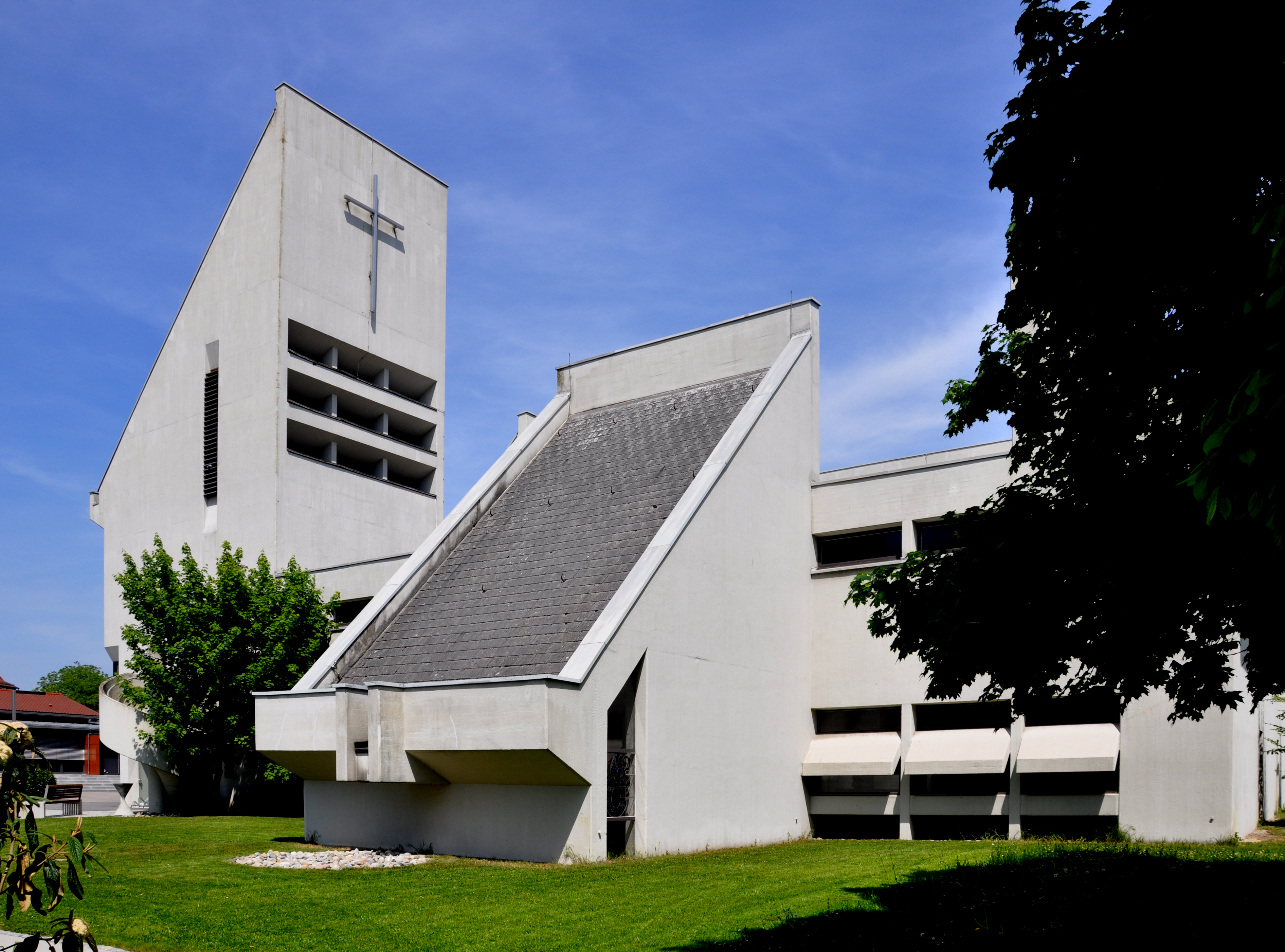
St. Verena in Kehlen

Die römisch-katholische Pfarrkirche St. Verena steht in Kehlen, einem Ortsteil der Gemeinde Meckenbeuren im Bodenseekreis von Baden-Württemberg. Die Kirchengemeinde gehört zur Diözese Rottenburg-Stuttgart. Das Bauwerk ist beim Landesamt für Denkmalpflege Baden-Württemberg als Baudenkmal eingetragen.

## Beschreibung

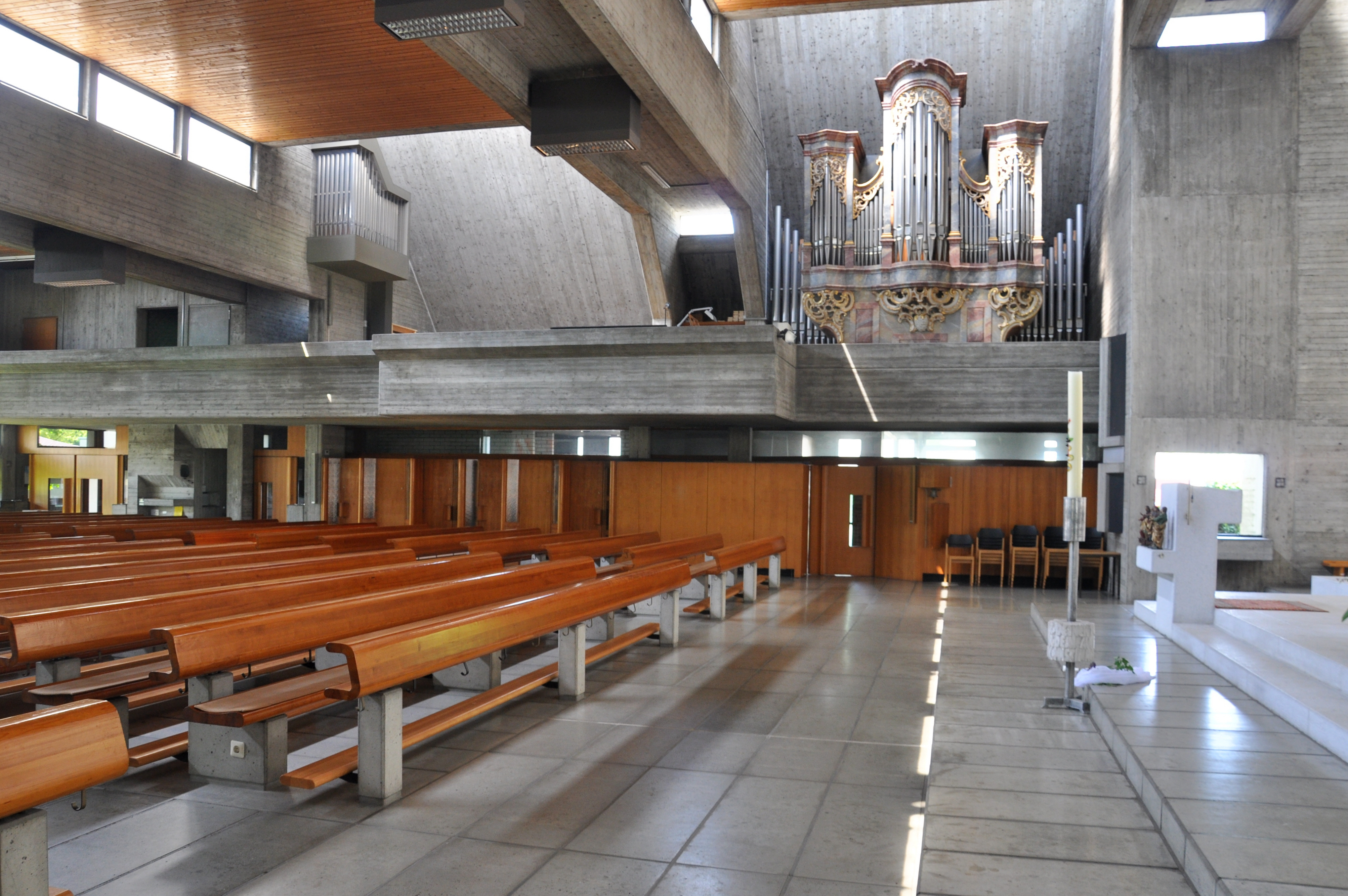
Blick zur Orgel

Die postmoderne Kirche wurde 1968/69 anstelle des baufälligen, neuromanischen Vorgängerbaus nach einem Entwurf von Hans Kammerer und Walter Belz aus Sichtbeton erbaut. Der Grundriss ist ein nahezu quadratisches Rechteck. Im Nordosten befindet sich ein eingezogener, querrechteckiger Chor. Nach Südwesten schließt sich ein Baptisterium an. Im Nordwesten steht der Kirchturm auf quadratischem Grundriss, flankiert von der Sakristei. Die Orgel wurde 1968 von der Reiser Orgelbau als Opus 357 in den alten Prospekt eingebaut.